# 柠檬酸镁
柠檬酸镁，又名枸橼酸镁，是镁的柠檬酸盐，它通常以水合物的形式存在。它在水中的溶解度较差，带有苦味。它含有16.2 wt%的镁。九水合物含有12 wt%的镁。

## 用途
柠檬酸镁可用作生理盐水轻泻剂以及镁的营养来源。